# Venera 15
Venera 15 was een Russische onbemande ruimtevlucht naar de planeet Venus uit de eerste helft van de jaren 80 van de vorige eeuw. Doel van deze missie was om, samen met zusterschip Venera 16, onderzoek te doen naar de oppervlakte van onze naaste buur. Deze gecombineerde missies waren de laatste uit het geslaagde Veneraprogramma.
In tegenstelling tot de meeste van hun voorgangers beschikten deze sondes niet over een lander. In plaats daarvan beschikten ze over een krachtige radar om een omvangrijk deel van de Venusiaanse oppervlakte in kaart te brengen. Dit Russische duo bouwde voort op de resultaten van de Amerikaanse Pioneer Venus 1. Het feit dat dit gebeurde vanuit een omloopbaan en dus geen landing noodzakelijk was, gold als groot voordeel. Ze raakten zo, in tegenstelling tot hun onfortuinlijke voorgangers, niet binnen een uur of twee defect door de hoge temperatuur in de Venusiaanse dampkring. Zo hadden de Russen een stuk langer plezier van hun geld. Een gemiddelde Venera kostte een aardige cent: 100 miljoen roebel, met de aantekening dat men ze praktisch altijd in duo's lanceerde. 

## Technische specificaties

### Afmetingen
Zowel Venera 15 als 16 waren aangepaste versies van twee andere vluchten, te weten Venera 9 en Venera 14.
De Sovjets wijzigden voor deze missie hun basisontwerp. Het centrale deel van het ruimtevaartuig verlengden ze met een meter en ze bouwden krachtigere accu's in.
Het cilindervormige scheepje had een diameter van 6 m en een lengte van 5 m. Het beschikte over een 2,6 m grote schotelantenne voor contact met de Aarde, een 1 m grote schotelantenne voor de radiohoogtemeter en een radarantenne met een doorsnede van 1,4 m. Venera 15 kon op een golflengte van 5 cm tot op 260 miljoen km afstand contact met de vluchtleiding onderhouden, met een bitrate van 100 kbit per seconde.
De radarantenne en radiohoogtemeter waren boven op het vaartuig bevestigd, de communicatie-antenne aan de zijkant. Onderaan het vaartuig bevonden zich de brandstoftanks en raketmotoren voor koerscorrecties. Twee uitklapbare zonnepanelen waren aan de zijkant aangebracht. De radiohoogtemeter was gecentreerd met de as van het toestel, de oppervlakteradar keek 10° zijdelings ten opzichte van de lengteas.

### Gewicht
Met brandstof woog het geheel 5250 kg, zonder brandstof 4000 kg.

### Wetenschappelijke instrumenten
Venera 15 beschikte over de volgende wetenschappelijke instrumenten:
- Sensoren voor het weten van de zonnewind.
- Sensoren voor het meten van kosmische straling.
- Radio-occultatie experiment, om meer over de atmosfeer te weten te komen als het vaartuig wegglijdt en weer opduikt vanachter de planeet.
- Infrarood spectrometer, om de eigenschappen en scheikundige samenstelling van de atmosfeer te bepalen, in het bijzonder de laag tussen 60 à 70 km hoogte, de opbouw van de bovenste wolkenlagen, de temperatuur boven die wolkenlaag en de flux van ontsnappende warmtestraling. Het had een blikveld van 4° x 4° en iedere scan nam 20 seconden in beslag. Een gedeelte van dit instrument werd op een constante temperatuur van 283 K gehouden door een thermostaat en het was gemonteerd op schokbrekers om ongewenste beïnvloeding door het vaartuig zelf uit te sluiten.
- Radarhoogtemeter, functionerend op een golflengte van 8 cm. De apparatuur schakelde iedere 0,3 seconde tussen de radarhoogtemeter en de oppervlakteradar. Het systeem zond 31 pulsen van ieder 1,54 microseconde uit; hierna schakelde de antenne in ontvangstmodus en registreerde de inkomende, door het Venusoppervlak teruggekaatste, radargolven gedurende 0,67 microseconde. Nadat deze gegevens waren verwerkt, sloeg Venera 15 ze tijdelijk op in een buffergeheugen tot het vaartuig weer een omloop voltooide. Daarna verplaatste de sonde de gegevens naar een digitale geheugenbank, klaar voor doorseinen naar de Aarde. Normaliter begon de meting op 80° N, over de pool, en dan afzakkend tot 30° N. De nauwkeurigheid in hoogte was 230 meter en iedere 2,5 km werd een meting verricht. Tijdens deze baan draaide Venus anderhalve graad om zijn as, waardoor tijdens de daaropvolgende omloopbaan de metingen elkaar gedeeltelijk overlapten.
- Oppervlakteradar (Synthetic Apertur Radar oftewel SAR), deze bracht het oppervlak in kaart vanaf de noordpool tot 30° N. Iedere 0,3 seconde schakelde het over naar de radarhoogtemeter en vervolgens weer terug naar de oppervlakteradar. De radar zond 127 pulsen van 1,54 microseconde uit, schakelde vervolgens in ontvangststand en ving gedurende 3,9 milliseconden de door het Venusoppervlak gereflecteerde signalen op. Net als bij de radarhoogtemeter sloeg de sonde de gegevens op om op een later tijdstip naar de Aarde te zenden. Elk opgebouwd radarbeeld nam 16 minuten in beslag, besloeg een strook grond van 7500 km lengte en 120 km breedte en per omloop leverde dit instrument een radarbeeld.

Het toestel maakte dus geen visuele opnames van Venus, omdat het dichte wolkendek alle zicht naar beneden wegneemt is het aanbrengen van een camera voor dit doel vrij nutteloos.

## Verloop van de missie

### Lancering
Venera 15 werd gelanceerd op 2 juni 1983 met een Proton draagraket vanaf Bajkonoer. Tijdens de vlucht naar Venus voerde de verkenner op 10 juni en 1 oktober twee geslaagde koerscorrecties uit.

### Aankomst bij Venus
Op 10 oktober 1983 remde Venera 15 af en kwam in een baan rond onze buurplaneet. Het vaartuig bevond zich in een baan met een periapsis van 1000 km en een apoapsis van 65.000 km met een inclinatie van 92,5 ° en een omlooptijd van 24 uur. Het zat in een polaire baan met periapsis op ongeveer 62° N. Zes dagen daarna begonnen de radarmetingen. Na acht maanden had het ruimtescheepje op 10 juli 1984 de opgedragen missiedoelen voltooid en (in combinatie met Venera 16) 115 miljoen km² van Venus in kaart gebracht. De radars leverden beelden op met details van 1 à 2 km grootte. De twee verkenners cartografeerden in totaal zo'n 25% van de oppervlakte van Venus: 27 reliëfkaarten, 27 radarbeeldmozaïeken en 26 fotografische afbeeldingen.
1 · 2 · 3 · 4 · 5 · 6 · 7 · 8 · 9 · 10 · 11 · 12 · 13 · 14 · 15 · 16 · Vega 1 · Vega 2